# 弘前市立東目屋中学校
弘前市立東目屋中学校（ひろさきしりつ ひがしめやちゅうがっこう）は、青森県弘前市桜庭字清水流にある公立中学校。

## 沿革
- 1947年（昭和22年）
  - 4月1日 - 新学制制度発足により、創立。
  - 4月20日 - 開校。当時は2部授業実施。1学年は義務制。
  - 4月21日 - 開校式挙行。
- 1948年（昭和23年）
  - 1月 - 2部授業廃止。
  - 4月1日 - 校歌制定（作詞:一戸金助、作曲:棟方昭三）。義務制を2学年まで拡大。
  - 12月 - 農業協同組合2階2室を借用する。
- 1949年（昭和24年）4月1日 - 義務制を3学年（全校生徒）まで拡大。
- 1950年（昭和25年）
  - 4月1日 - 校章制定。
  - 4月29日 - 新校舎落成。ただし、8教室中、2教室を講堂として使用。
  - 5月1日 - 新校舎に移転。ただし、東目屋小学校2教室は引き続き使用。
  - 12月19日 - 東目屋小学校が焼失したため、教室借用使用が不可能となる。
- 1951年（昭和26年）1月22日 - 東目屋小学校焼失により、本校の講堂代りの教室を仕切り、2教室にして使用。
- 1954年（昭和29年）12月14日 - 音楽室、裁縫室(図書室)を増築。
- 1955年（昭和30年）3月1日 - 東目屋村が弘前市に合併されたため、弘前市立東目屋中学校に改称。
- 1959年（昭和34年）8月31日 - 体育館落成。
- 1961年（昭和36年）
  - 3月 - 生徒会誌「きよみず」創刊。
  - 9月9日 - 校旗制定。
- 1967年（昭和42年）9月17日 - 創立20周年記念式典挙行。
- 1973年（昭和48年）9月9日 - 運動場竣工式。
- 1975年（昭和50年）9月10日 - 屋外運動場にバックネット、東南側一部に金網柵をそれぞれ新設。
- 1977年（昭和52年）9月7日 - 創立30周年記念式典が挙行される予定だったが、8月5日の集中豪雨の被害により中止となる。ただし、 表彰者に対しては感謝状を贈った。
- 1980年（昭和55年）12月15日 - 新校舍建設用地6020平方メートルを取得。
- 1981年（昭和56年）
  - 3月31日 - 建設用地の整地工事が終了。
  - 7月5日 - 新校舎建設工事が始まる。
- 1982年（昭和57年）
  - 6月 - 新校舎建設工事が終了。
  - 8月24日 - 新校合へ移転。
- 1983年（昭和58年）12月9日 - 新体育館が完成。
- 1984年（昭和59年）9月2日 - 新校舎落成記念式典挙行。
- 1987年（昭和62年）12月17日 - 体育館上部窓開閉装置取り付け。
- 1988年（昭和63年）5月16日 - JRCに加盟。
- 1989年（平成元年）9月10日 - 屋外通動場へ外灯2基設置。
- 1991年（平成3年）
  - 4月22日 - 気象観測機器設置。
  - 8月10日 - 第2次グランド防球ネット整備。
  - 9月28日 - 台風19号（りんご台風）により、臨時休校。
- 1992年（平成4年）10月5日 - 柔剣道場建設起工。
- 1993年（平成5年）3月31日 - 柔剣道場落成し、落成記念式典祝賀会が行われた。
- 1995年（平成7年）12月5日 - 東目屋中学校創立50周年記念事業協賛会設立。
- 1997年（平成9年）
  - 5月9日 - 津軽地方集中豪雨により、岩木川が氾濫し、校庭が水没（校庭地面より2m超す）。
  - 6月30日 - 鉄棒・砂場を校庭に移設。
  - 7月11日 - 野球場の防球ネット（5m級）增設。
  - 7月17日 - 東目屋中学校応援歌「君を誇りに」制定（作詞:福井慶蔵、作曲:西谷英則）。
  - 9月5日 - 創立50周年記念式典並びに祝賀会を挙行。体育館の舞台幕一式が50周年記念事業協賛会より寄贈される。
  - 12月11日 - 弘前市より除雪機が設置される。
- 1998年（平成10年）7月31日 - バスケットボード増設工事。
- 1999年（平成11年）
  - 3月23日 - 被服室を普通教室にするための改造工事実施。
  - 3月29日 - コンピュータ室電気工事(コンセント増設)。
  - 6月5日 - グランド防球ネット取り付け工事。
  - 9月1日 - インターネット衛生通信設定。
  - 9月21日 - グランドへの階段工事実施。
  - 10月8日 - 教育相談室改築工事が完了。
  - 12月6日 - コンビュー夕を更新。ランインターネット設定。
- 2003年（平成15年）
  - 3月31日 - 光ファイバーケーブル敷設完了(インターネット)。校舎屋根融雪工事完了。
  - 4月1日 - 機械警備開始。北側校舎屋根にルーフヒーターを設置。
- 2009年（平成21年）8月28日 - 給食搬入口・給食準備室工事完了。
- 2010年（平成22年）9月1日 - 完全給食開始。
- 2011年（平成23年）
  - 2月10日 - 職員室と校長室に校務用コンピュータを設置。
  - 2月11日 - コンピュータ室生徒用と教師用コンピュータを更新。
  - 3月11日 - 14時46分頃に発生した東北地方太平洋沖地震（東日本大震災）により、6校時途中で授業を打ち切った。
- 2012年（平成24年）
  - 3月2日 - 西目屋村の中学校教育事務委託に関する懇談会が行われた。
  - 5月29日 - 校門付近の街灯修理。
  - 9月6日 - 地震を想定した小中合同避難訓練を実施。
- 2013年（平成25年）
  - 2月5日 - テレビ会議システムを利用した西目屋中学校との交流授業実施。
  - 11月28日 - 白神山地のブナを記念植樹。
- 2015年（平成27年）4月1日 - 西目屋村立西目屋中学校を統合。
- 2017年（平成29年）8月26日 -  創立70周年記念式典挙行。

## 学区
- 弘前市
  - 高野、館後、国吉、黒土、吉川、桜庭、平山、米ケ袋、中野、中畑、番館
  - 弘前市内は弘前市立東目屋小学校と同じく、旧東目屋村地区全域が学区である。
- 中津軽郡西目屋村

## 交通
- 弘南バス弘前 - 田代・大秋線で、東目屋中学校前停留所下車。

## 周辺
- 弘前市立東目屋小学校 - 敷地が隣接
- 青森県道28号岩崎西目屋弘前線
  - ファミリーマート東目屋店
- 岩木川

## その他
- 西目屋村内は自転車通学の他にバス通学が認められていて、弘南バスによるスクールバスが運行されている。

## 参考資料
- 『青森県教育史 別巻』（青森県教育委員会・1973年12月20日発行）874頁「学校沿革 中学校 東目屋中学校」